# 暗尾鏢鱸
暗尾鏢鱸為輻鰭魚綱鱸形目鱸亞目河鱸科的其中一種，分布於美國田納西河及Cumberland河流域，體長可達6.7公分，棲息在中底層水域。